# Rachel Whiteread
Rachel Whiteread, née le 20 avril 1963 à Ilford (Londres), est une sculptrice, graveuse et dessinatrice britannique.

## Biographie
Rachel Whiteread a étudié la peinture à Brighton Polytechnic (1982-1985), puis la sculpture à Slade School of Fine Art, University College London (1985-1987). Elle expose depuis 1988 et se fait remarquer dans le début des années 1990 lorsqu'elle fait partie du groupe des « Young British Artists ».

## Analyse de son travail
Son travail se caractérise par le moulage des espaces vides présents dans différents objets du quotidien (par exemple : dessous de chaise, intérieur d'armoire, dessous d'escaliers, matelas...) faisant ainsi apparaître les traces de ces objets en négatif. Elle transpose le vide en plein et le plein en vide. Ses sculptures sont généralement faites avec des matériaux utilisés pour la conception de celles-ci (plâtre, caoutchouc...) mais rarement pour l'objet final. Elle se distingue de ses contemporains grâce à une réflexion de travail calme et contemplative impliquant une réaction corporelle et physiologique profonde : le spectateur se retrouvant ainsi extérieur à l'entité ne peut que la contourner et la contempler (dans la même logique où le plein enveloppait le vide).  
C'est l’œuvre emblématique House qui lui permet de remporter en 1993 le prix Turner, délivré par le Tate Britain (première femme à l'obtenir),. Il s'agit du moulage en béton de l'intérieur d'une maison victorienne à Londres. Ses autres œuvres les plus connues sont : le Mémorial de la Shoah sur la Judenplatz de Vienne en 2000 et la sculpture en résine du socle de Trafalgar Square à Londres en 2001.

## Œuvres
- 1988 : Closet
- 1990 : Ghost
- 1991 : 

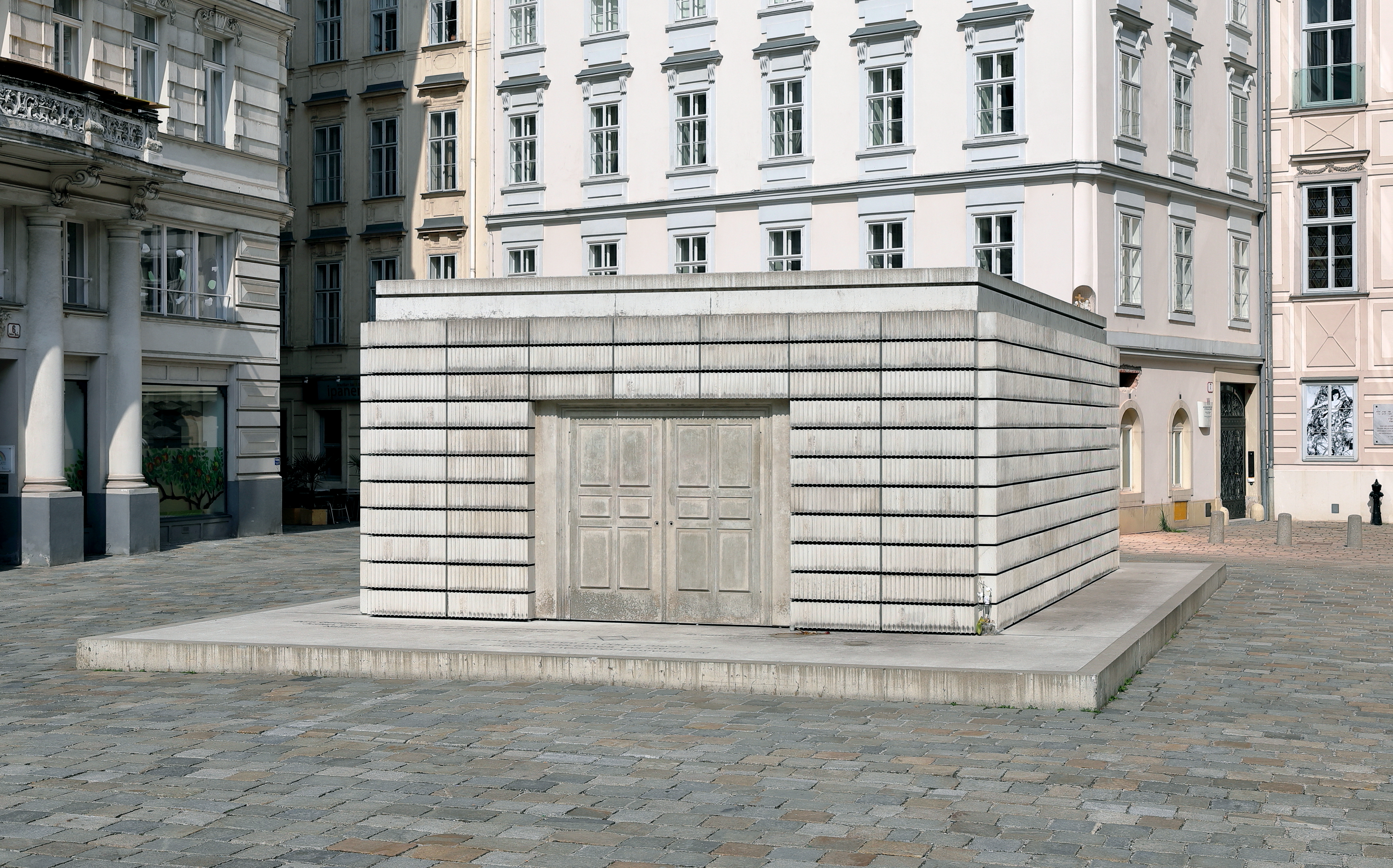
Le Mémorial de la Shoah (Vienne) (2000).

  - Untitled (Mattress), au Museum of Modern Art, à New York.
  - Untitled (Yellow Bed, Two Parts), au Hirshhorn Museum and Sculpture Garden, à Washington
- 1992 : Untitled (Air Bed II), à la Tate Modern, à Londres.
- 1993 : House, prix Turner. Détruite le 11 janvier 1994[4].
- 1994 : Switch, au musée d'art du comté de Los Angeles.
- 1994-1995 : Untitled (Floor), à la Tate Modern, à Londres.
- 1995 : Twenty-five spaces, à la Queensland Art Gallery, à Brisbane.
- 1997 : 
  - Untitled (One Hundred Spaces)
  - Untitled (Paperbacks), au Museum of Modern Art, à New York.
- 1998 : Water Tower, au Museum of Modern Art, à New York.
- 1999 : 
  - Untitled (Library), au Hirshhorn Museum and Sculpture Garden, à Washington
  - Untitled (Pair), à la Galerie nationale d'Écosse, à Édimbourg.
  - Maquette for Monument, à la Cass Sculpture Foundation, à Goodwood.
- 2000 : Holocaust Monument ou Nameless Library.
- 2001 : 
  - Untitled Monument.
  - Untitled (Apartment), au Deutsche Guggenheim, à Berlin.
  - Untitled (Basement), au Deutsche Guggenheim, à Berlin.
- 2003 : Untitled (Room 101) : moulage (5 mètres sur 6) de la pièce 101 d'un bâtiment de la BBC à Londres, probablement utilisée comme bureau par George Orwell durant la Seconde Guerre mondiale[5].
- 2004 : Snow Show.
- 2005 : Contents, au musée d'art moderne de San Francisco.
- 2005-2006 : Embankment.
- 2007 : Charity Box.
- 2008 : Angel of the South.

## Prix et distinctions
- 1993 : prix Turner
- 1997 : Duemila Price[6] (Meilleure jeune artiste)